# Susana Solano

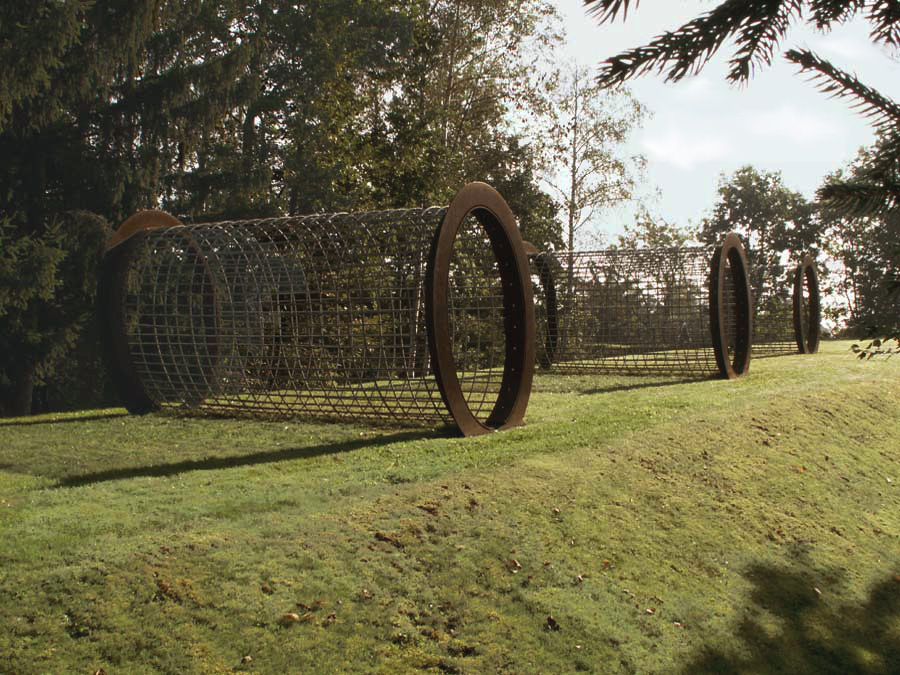
Susana Solano A juste en el Vacio (Adjustment to the vacuum), 1995/96

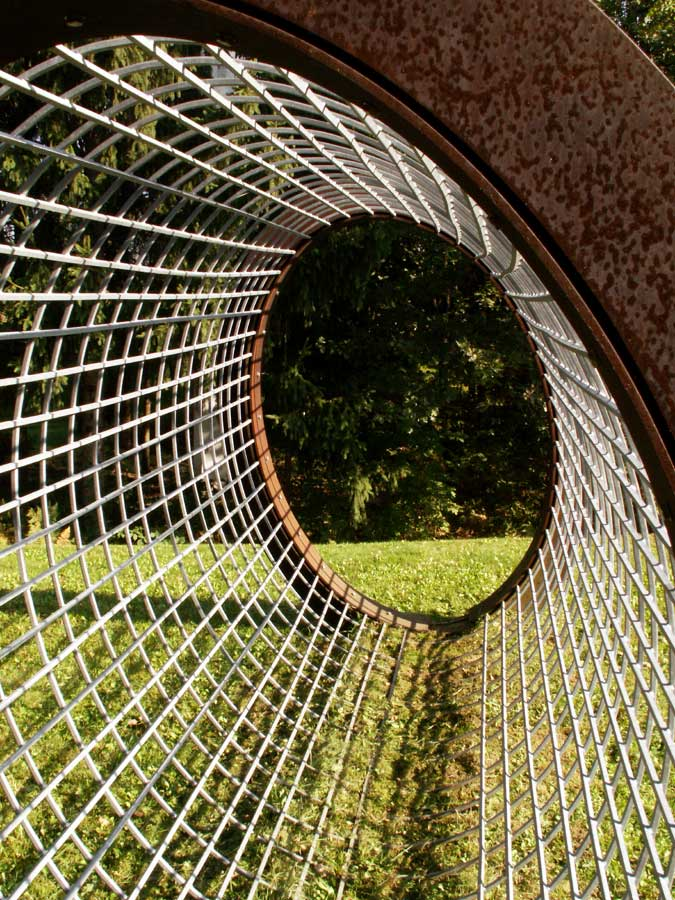
Österreichischer Skulpturenpark, Susana Solano, A juste en el Vacio (Adjustment to the vacuum), 1995/96, detail

Susana Solano (* 25. Juli 1946 in Barcelona, Katalonien) ist eine spanische Bildhauerin.

## Leben und Werk
Solano studierte von 1974 bis 1980 an der Reial Acadèmia Catalana de Belles Arts de Sant Jordi in Barcelona. 1980 hatte sie ihre erste Einzelausstellung im Museum Fundació Joan Miró.
In den 1980er Jahren experimentierte Susana Solano mit verschiedenen Materialien (Holz, Gips, Stahl, Blei) und Arbeitsmethoden, (Schweißen, Nieten, falten, hämmern). Viele ihrer Werke sind handgefertigt. Zu den bekannten Konstruktionen in größerem Maßstab fand Solano Mitte der 1980er. Susana Solano arbeitet in Serien.

## Ausstellungen (Auswahl)

### Einzelausstellungen
- 2003 Museo Reina Sofía, Madrid
- 1999 Museu d’Art Contemporani de Barcelona, Barcelona
- 1996 Neuer Berliner Kunstverein, Berlin
- 1996 Museum Moderner Kunst Stiftung Ludwig Wien, Wien
- 1993 Malmö Konsthall, Malmö
- 1993 Whitechapel Art Gallery, London
- 1991 San Francisco Museum of Modern Art, San Francisco

### Gruppenausstellungen
- 1993 45. Biennale di Venezia, Venedig
- 1992 documenta IX, Kassel
- 1990 Acotacion Skulpturenpark Villa Celle, Pistoia
- 1989/1990 Hirshhorn Museum and Sculpture Garden
- 1988 Carnegie International Pittsburg
- 1987 Intervención en Münster Skulptur.Projekte, Münster
- 1987 documenta 8, Kassel
- 1987 14. Biennale von São Paulo, São Paulo[4]